# Роткович, Яков Аронович
Я́ков Аро́нович Ротко́вич (20 января 1909, Вильна — 29 июня 1975, Куйбышев) — советский литературовед и методист, доктор педагогических наук (1951), заслуженный деятель науки РСФСР (1968). С 1933 года и до конца жизни — преподаватель Куйбышевского педагогического института.
Специалист по преподаванию литературы. Создал новое направление педагогической науки — историю преподавания отечественной словесности.

Наследие Я. А. Ротковича можно определить одной фразой: до него фундаментальной истории преподавания литературы, истории методики попросту не существовало. Без цитирования его докторской диссертации не обходилась впоследствии ни одна диссертация по методике. — Ланин Б. А., главный научный сотрудник Института содержания и методов обучения Российской академии образования, 2011 год
.

## Биография
Родился 20 января (2 февраля) 1909 года в Вильно в семье военнослужащего Арона-Ицки Кивелевича Ротковича (1872—?), из Михалишек Виленской губернии, и Ханы-Хаи Гиршевны Роткович (урождённой Шаркович, 1876—1968), родом из Ераголы. Семья жила в Вильне на Шопеновской улице, дом № 4, но в 1915 году в связи с наступлением немецкой армии была эвакуирована в Воронеж, где он в 1924 году окончил среднюю школу-девятилетку.
В 1924 году семья переехала в Москву, где А. И. Роткович поступил в Московский педагогический техникум имени Профинтерна, затем перевёлся во 2-й МГУ.
В 1930 году, по окончании обучения, начал работать в Оренбурге преподавателем литературы на рабфаке, в 1931—1932 годах — в Оренбургском татаро-башкирском агропединституте.
С сентября 1931 года, после открытия Оренбургского педагогического института, был приглашён туда на работу.
В 1932 году направлен в аспирантуру Центрального научно-исследовательского программнометодического института, был приглашён профессором В. А. Малаховским на работу в Куйбышев.
Более сорока лет — с марта 1933 года и до конца жизни работал в Куйбышевском педагогическом институте, где в начале руководил общей кафедрой литературы, а потом, до самой кончины, организованной им кафедрой советской литературы и методики. В 1954—1957 годах был заместителем ректора по научной работе.
Жил в Куйбышеве, с 1954 по 1975 год проживал в «Доме специалистов» по адресу: ул. Высоцкого д. 3, кв. 74.
Умер 29 июня 1975 года.

Автобиография Я.А. Ротковича – тоже интересное чтение... Роткович сам написал «две строчки», в которых заключена вся его жизнь: 
«В результате почти сорокалетнего труда мною в основном завершена история преподавания литературы в русской школе, от её истоков в XVIII веке и до настоящего времени... Эта новая область методической науки получила за последние годы широкое признание и оказывает заметное воздействие на разработку методики в целом» 

Не будет никакого тома в ЖЗЛ. Что там сказать о Ротковиче? Написал стопку книг и кучу статей, не отрываясь от преподавательской работы? ... Жизнь великолепного глубокого ученого укладывается в один абзац, а в ЖЗЛ нужны драматические сюжеты, лучше сенсационные. Разве начатая в коммуналке и достигшая шести тысяч томов библиотека – сюжет? Дети, выросшие – буквально – на книжках – драма? А прозвище «Соловей», данное студентами за блестящие лекции? Семья из пяти человек, живущая на одну его зарплату – разве невидаль?— Ланин Б. А., главный научный сотрудник Института содержания и методов обучения Российской академии образования, 2011 год

## Научная деятельность
Уже в кандидатской диссертации, посвященной методическому наследию В. Я. Стоюнина, определилось направление исследований — история методики преподавания литературы.
Ещё в аспирантуре принял участие в создании первых стабильных программ по литературе для средней школы — в 1932 году вышла в свет составленная вместе с А. Я. Цинговатовым «Хрестоматия по литературе XIX века», затем выдержавшая семь изданий.
В 1934 году в журнале «Русский язык и литература в средней школе» вышла его статья «Опыт экспериментального исследования методики преподавания литературы в средней школе», как отмечено в «Педагогической энциклопедии» — «первое в советской методике экспериментальное исследование эффективности основных методов преподавания литературы».
В 1951 году в АПН РСФСР защитил докторскую диссертацию на тему «История преподавания литературы в средней школе (от середины XVIII века до 60-х годов XIX века включительно)»,
Автор более 100 научных трудов, в том числе:
Провёл (первое в советской методике литературы) экспериментальное исследование относительной эффективности основных методов преподавания литературы (1934), создал фундаментальный труд по истории преподавания литературы в советской школе.
- Очерки по истории преподавания литературы в русской школе (1953)
- Хрестоматия по истории методики преподавания литературы (1956)
- Вопросы преподавания литературы: историко-методические очерки (1959)
- История преподавания литературы как область научного исследования (1962)
- Очерки по истории преподавания литературы в советской школе (1965)
- Актуальные вопросы преподавания литературы и методическое наследство (1966)
- Методика преподавания литературы в советской школе: хрестоматия (1969)
- История преподавания литературы в советской школе: учебное пособие для педагогических институтов (1976)

Подготовил около 20 кандидатов наук.
С 1956 года — член Ученой комиссии ГУВУЗа Министерства просвещения РСФСР и член Головного Совета по литературоведческим наукам МВССО РСФСР.
С 1965 года — Член центральной предметной комиссии по литературе при президиуме Академии педагогических наук РСФСР.
Организатор и бессменный председатель научного объединения литературоведов Поволжья.

## Награды
Награждён Орденом Трудового Красного Знамени, медалью «За доблестный труд в Великой Отечественной войне», значком «Отличник народного просвещения».
В 1968 году присвоено почётное звание Заслуженный деятель науки РСФСР.
В 1974 году «За успешную разработку вопросов преподавания литературы в средней общеобразовательной школе» награждён Медалью К. Д. Ушинского.

## Семья
- Жена — Розалия Абрамовна Роткович (урождённая Ваклсейгер, 1907—1994).
  - Дочь — Наталия Яковлевна Ратнер, кандидат исторических наук.
  - Сын — Георгий Яковлевич Роткович (1931—1998), математик.